# Igor Setjin

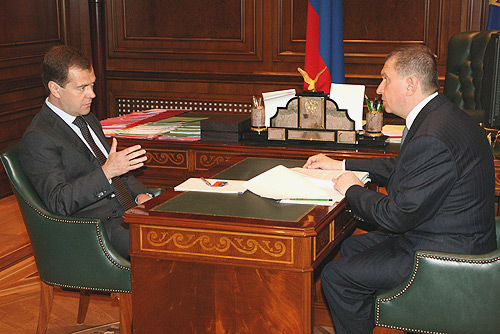
2008

Igor Setjin (ryska: Игорь Иванович Сечин), född 7 september 1960 i Leningrad, Sovjetunionen, är en rysk politiker och affärsman, som anses vara en nära allierad till Vladimir Putin.
Setjin tog examen från dåvarande Leningrads universitet 1984 som lingvist, talande franska och portugisiska flytande. På 1980-talet arbetade han i Moçambique och Angola, officiellt som tolk med Sovjetiska diplomatiska och affärsmässiga uppdrag. Enligt flera anklagelser var han då en utstationerad KGB-spion.
1991-1996 arbetade Setjin på borgmästarkontoret i Sankt Petersburg, från 1994 som vice stabschef för vice borgmästare Vladimir Putin. 1996-1997 var han biträde till Putin, som arbetade i departementet för presentiell fastighetsförvaltning.
1997-1998 var Setjin chef över generalavdelningen på Kontrolldirektoratet knutet till presidenten, som leddes av Putin. I augusti 1999 utsågs han till chef för ryska Premiärministerns sekretariat, då Putin blivit premiärminister. Från 24 november samma år till 11 januari 2000 var han förste biträdande chef för ryske presidentens administration. Mellan den 31 december 1999 och maj 2008 var han biträdande chef för Putins administration.
I maj 2008 utsågs han av president Dmitrij Medvedev till förste vice premiärminister, vilket av analytiker ses som en nedgradering.
Sedan 27 juli 2004 har han varit ordförande i styrelsen för JSC Rosneft, som har slukat den tillfångatagne Michail Chodorkovskijs tillgångar i Yukos. Chodorovskij har anklagat Setjin för att ha planerat hans arrestering och plundringen av oljebolaget: "Det andra liksom det första ingripandet organiserades av Igor Setjin. Han iscensatte det första ingripandet av girighet, och det andra av feghet.
Igor Setjin är gift och har barn. Sedan 2003 har hans dotter Inga varit gift med Vladimir Ustinovs son Dmitrij Ustinov. Tillsammans med Dmitrij Ustinov har dottern en son född 2005.
I mars 2022 rapporterade nyhetsmedia om att Setjin skulle äga megayachten Crescent och superyachten Amore Vero.